# Wyżnia Przełęcz Białego
Wyżnia Przełęcz Białego (1331 m) – przełęcz w masywie Giewontu w polskich Tatrach Zachodnich. Znajduje się w Białym Grzbiecie pomiędzy Kalacką Kopą (ok. 1620 m) a Białą Czubką (1333 m). Dawna góralska nazwa tej przełęczy to Szałasiska, na niektórych mapach podawana jest też inna jej wysokość – 1325 m. Południowo-wschodnie stoki przełęczy opadają na polanę Kalatówki, na północno-zachodnią stronę opada z nich do Doliny Białego odnoga Żlebu pod Patyki.
Wyżnia Przełęcz Białego jest bardzo płytko wcięta w grani, Biała Czubka wznosi się zaledwie 2 m powyżej siodła przełęczy. Przełęcz ma jednak znaczenie topograficzne i turystyczne, gdyż prowadzi przez nią znakowany szlak turystyczny (Ścieżka nad Reglami). Północno-zachodnie stoki przełęczy porasta las zwany Patykami, stoki wschodnie zwane Kalackim Upłazem poprzez dawną gospodarkę pasterską były silnie przetrzebione i mocno zerodowane, ale obecnie porasta je las modrzewiowy. Rejon przełęczy jest jednak nadal bezleśny, dzięki czemu roztaczają się z niego widoki. Przełęcz porasta roślinność wapieniolubna, m.in. dębik ośmiopłatkowy, goryczka krótkołodygowa, lepnica bezłodygowa i skalnica seledynowa.
Szlaki turystyczne
 odcinek Ścieżki nad Reglami z Kalatówek do Doliny Strążyskiej.